# Кјапа (Империја)
Кјапа је насеље у Италији у округу Империја, региону Лигурија.
Према процени из 2011. у насељу је живело 179 становника. Насеље се налази на надморској висини од 255 м.